# Virginio Lunardi
Virginio Lunardi, född 22 mars 1968 i Gallio i provinsen Vicenza, är en italiensk tidigare backhoppare. Han representerade G.S. Fiamme Gialle, Rom.

## Karriär
Virginio Lunardi debuterade internationellt i tysk-österrikiska backhopparveckan säsongen 1985/1986. Backhopparveckan ingår i världscupen. Under öppningstävlingen i backhopparveckan i Schattenbergbacken i Oberstdorf i dåvarande Västtyskland 30 december 1985 blev Lunardi nummer 80 (av 92 deltagare). Virginio Lunardi startade i junior-VM 1986 i Lake Placid i USA. Där vann han en silvermedalj i lagtävlingen, efter segrande Västtyskland.
Lunardi kom bland de tio bästa i en världscupdeltävling första gången i hemmabacken Trampolino di Pakstall i Gallio 17 januari 1988 då han blev nummer fem, 4,2 poäng från prispallen. Som bäst i världscupen har Lunardi två andraplatser, i Lahtis i Finland, i stora backen 3 mars 1990 (efter Franz Neuländtner från Österrike och i normalbacken dagen efter (bara slagen av österrikaren Andreas Felder). Bästa resultatet i den totala världscupen kom säsongen 1989/1990 då han blev nummer 10 sammanlagt. Samma säsong fick han sin bästa placering i backhopparveckan då han slutade på en 34:e plats.
Virginio Lunardi startade i Skid-VM 1987 i Oberstdorf. Han tävlade i de individuella grenarna och blev nummer 35 i normalbacken och nummer 66 i stora backen. Under Skid-VM 1989 i Lahtis blev han nummer 29 i normalbacken och nummer 17 i stora backen i Salpausselkä. I Skid-VM 1991 på hemmaplan i Val di Fiemme tävlade Virginio Lunardi endast i normalbacken och blev nummer 41.
Under olympiska spelen 1988 i Calgary i Kanada, tävlade Lunardi åter i de individuella grenarna. Han slutade på en 50:e plats i normalbacken och en 45:e plats i stora backen i Canada Olympic Park. Lunardi deltog också i skidflygnings-VM 1990 i Vikersundbacken i Norge. Där blev han nummer nio i en tävling som vanns av Dieter Thoma från Tyskland. Lunardi var 15,9 poäng från prispallen.
Virginio Lunardi blev italiensk mästare 1990. Han vann en silvermedalj under italienska mästerskapen 1987. Han har även två bronsmedaljer från italienska mästerskapen 1988 och 1995.
Mot slutet av backhoppskarriären växlade Lunardi mellan världscupen och kontinentalcupen. Han avslutade idrottskarriären 1995.

## Övrigt
Virginio Lunardi er bror till tidigare backhopparen Ivan Lunardi, junior-världsmästare, italiensk mästare, deltagare i Skid-VM, olympiska spelen och världscupen.